# Félix Sesúmaga
Félix Sesúmaga Ugarte, španski nogometaš, * 12. oktober 1898, Lejona, Vizcaya, Španija, † 24. avgust 1925, Španija. 
Sodeloval je na nogometnemu delu poletnih olimpijskih iger leta 1920.
Odigral je 8 tekem za špansko nogometno reprezentanco in dosegel 4 gole.